# Northaw and Cuffley
Northaw and Cuffley – civil parish w Anglii, w hrabstwie Hertfordshire, w dystrykcie Welwyn Hatfield. Leży 11 km na południe od miasta Hertford i 23 km na północ od centrum Londynu.